# Linea M3 (metropolitana di Budapest)
La linea M3 è una linea della metropolitana di Budapest. Viene indicata sulla piantina delle linee con il colore blu. È composta da 20 stazioni distribuite su 16,5 km di lunghezza complessiva, attraversando la città da nord a sud e viceversa.

## Storia
Con l'ingrandimento della città di Budapest già dalla metà degli anni '60 serviva una nuova linea di metropolitana per favorire il trasporto dei cittadini, così il primo decreto per costruire la terza linea è stato fatto nel 1968, la costruzione è iniziata nel 1970, la prima sezione è stata aperta nel 1976 con sei stazioni. La direzione sud è stata integrata con altre cinque stazioni nel 1980, e quello settentrionale nel 1981, 1984 e 1990 con nove stazioni, raggiungendo l'attuale lunghezza di 20 stazioni e 16,5 km (10 mi), la linea più lunga di Budapest. le carrozze che operano su questa linea sono di fabbricazione sovietica modello 81-717 / 714 (prevalentemente usate in molte altre linee di metropolitane nel Blocco orientale). Il funzionamento è iniziato con 4 unità nel 1976, ampliata a 6 unità nel 1984. Andandosi mano mano ad ingrandire, un treno può offrire spazio per 1.097 persone. Ed è stato progettato per una utenza giornaliera di 800.000 persone.
La M3 corre in direzione nord-sud (più precisamente, da nord-nord-est a sud-est) attraversando la città e collegando la zona più popolosa di "microraion" con il centro della città. Ha una stazione di interscambio con le linee M1 e M2 a Deák Ferenc tér, e una stazione di interscambio con la linea M4 a Kálvin tér.
Un forte progetto di modernizzazione e ristrutturazione dell'intera linea è partita ufficialmente il 4 novembre 2017 con la chiusura della tratta settentrionale, che va dalla stazione Dózsa György út al capolinea nord Újpest-központ con il rifacimento di tutte le stazioni interessate nel tratto sopra citato. Durante il periodo dei lavori l'orario di chiusura è stato anticipato alle 20:30 e nei fine settimana viene effettuata l'intera chiusura della linea; il servizio viene erogato comunque da autobus sostitutivi che effettuano il percorso della linea. La nuova tratta è stata riaperta il 30 marzo 2019 con il cambio nome del capolinea da Újpest-Központ a Újpest-centras, e la fermata Újpest-Városkapu in Újpest City Gate. Dopo na breve riapertura completa della linea, i lavori di ristrutturazione sulla sezione meridionale sono iniziati il 6 aprile 2019 andando dalla stazione di Lehel tér fino al capolinea di Kőbanya-Kispest.
Oltre all'intera tratta ci fu anche un riammodernamento del parco rotabile, dopo un periodo di prove tecniche e collaudi che durava dalla fine del 2016, il 3 aprile 2018 dopo 50 anni di servizio con una cerimonia di stato vengono mandate in pensione le vecchie automotrici sovietiche modello ev3, 81-717 e 81-714 di colore blu, venendo sostituite con la loro versione rinnovata 81-717.2K e 81-714.2K di colore bianco e nero.

## Galleria d'immagini

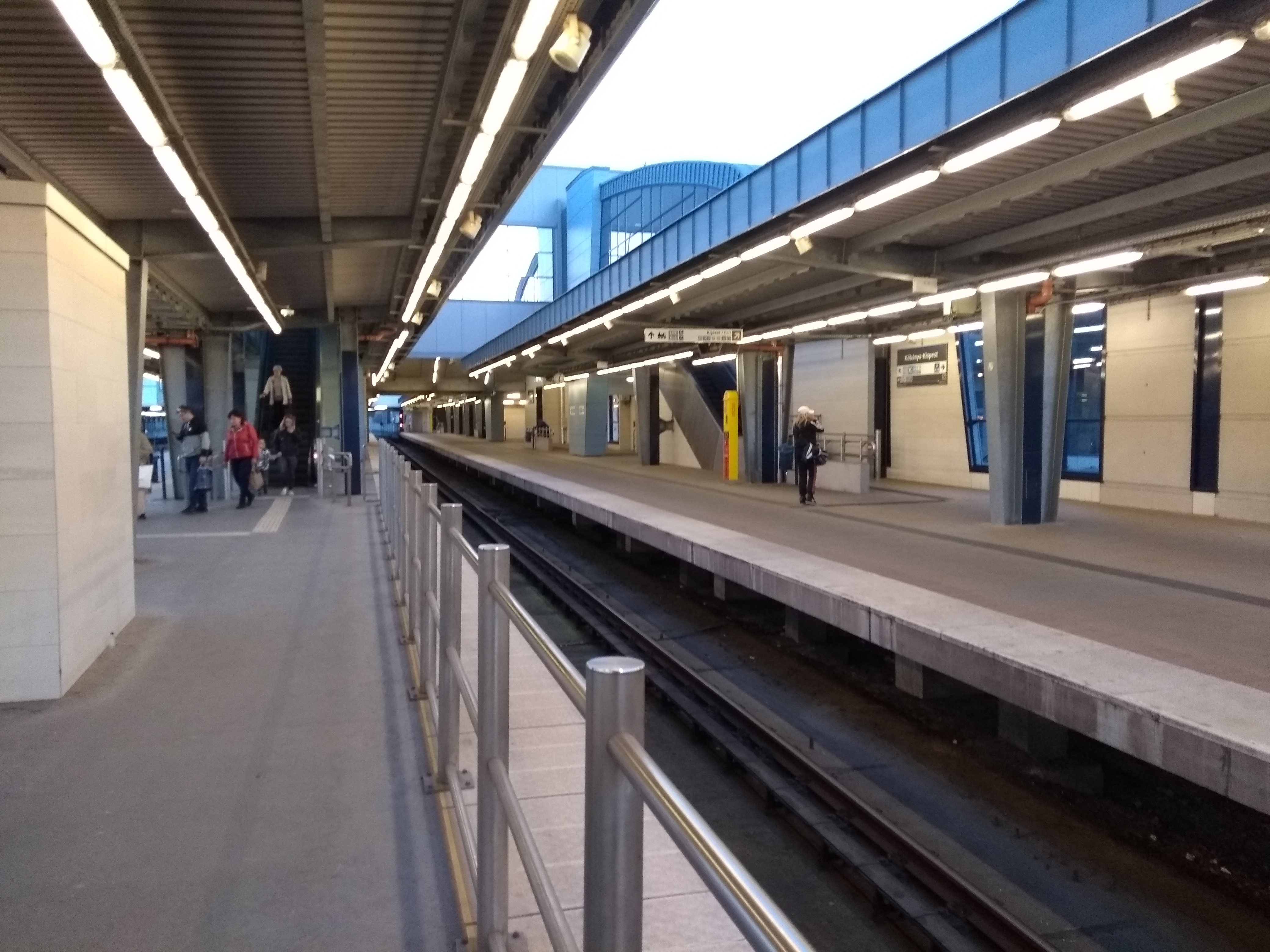
Kőbánya-Kispest
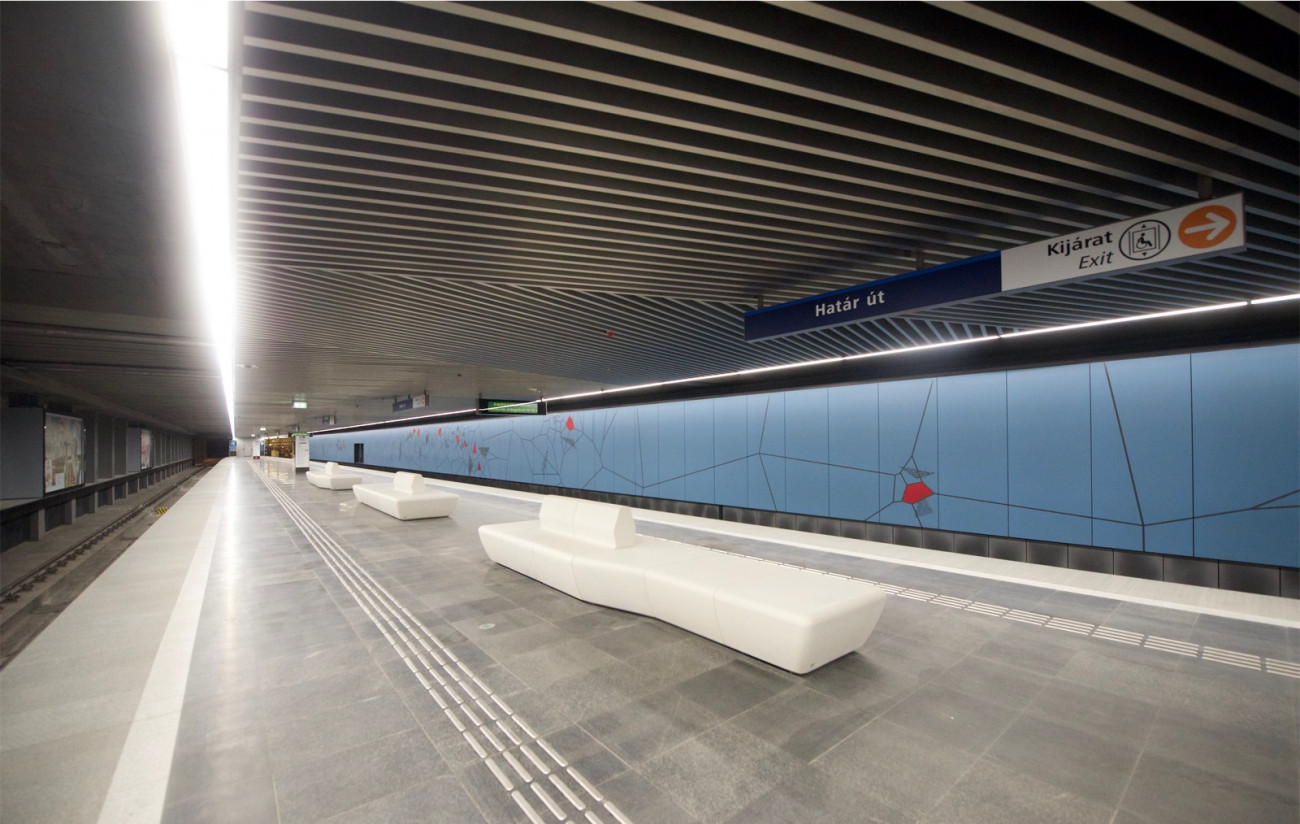
Határ út
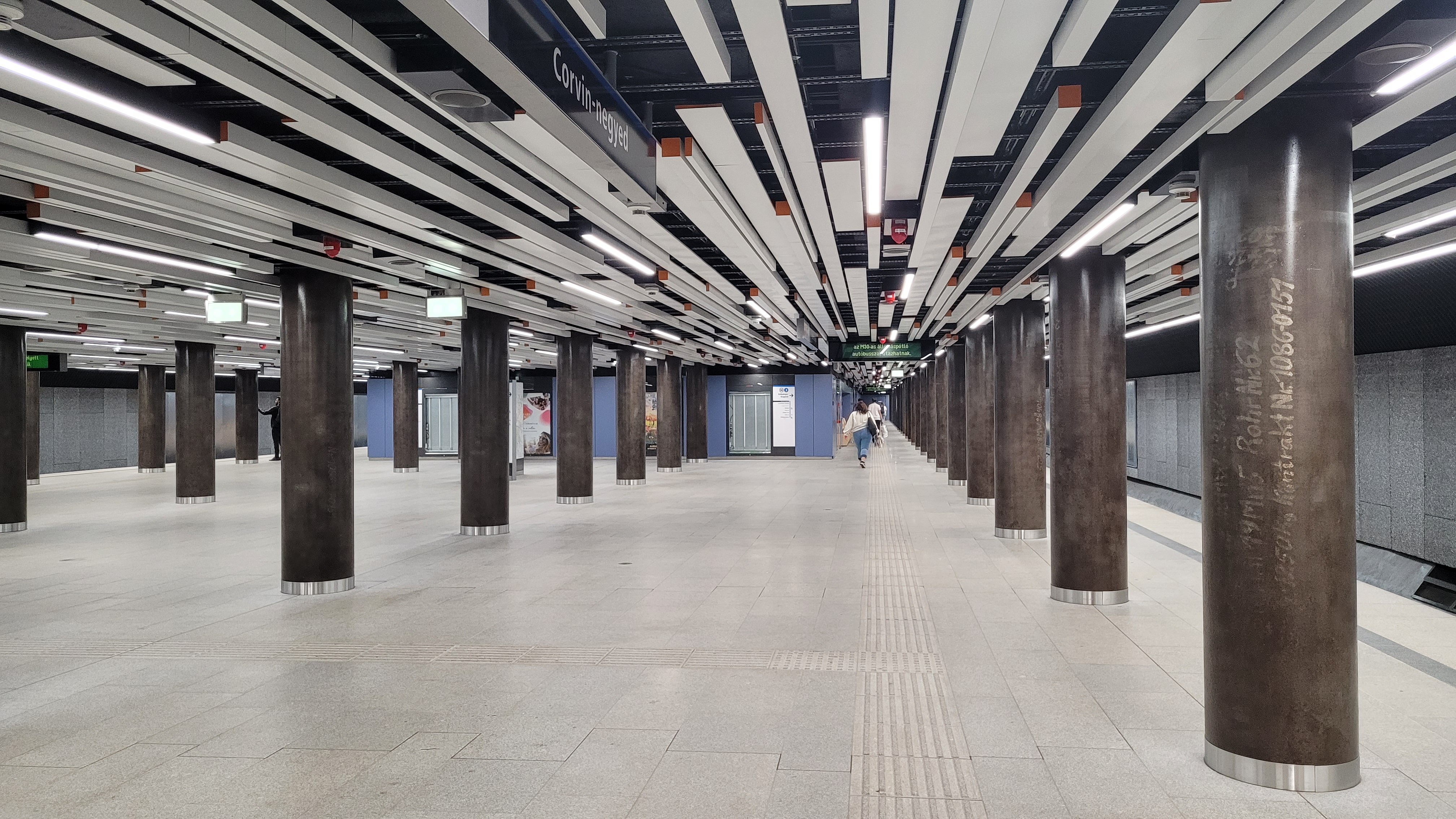
Corvin-negyed
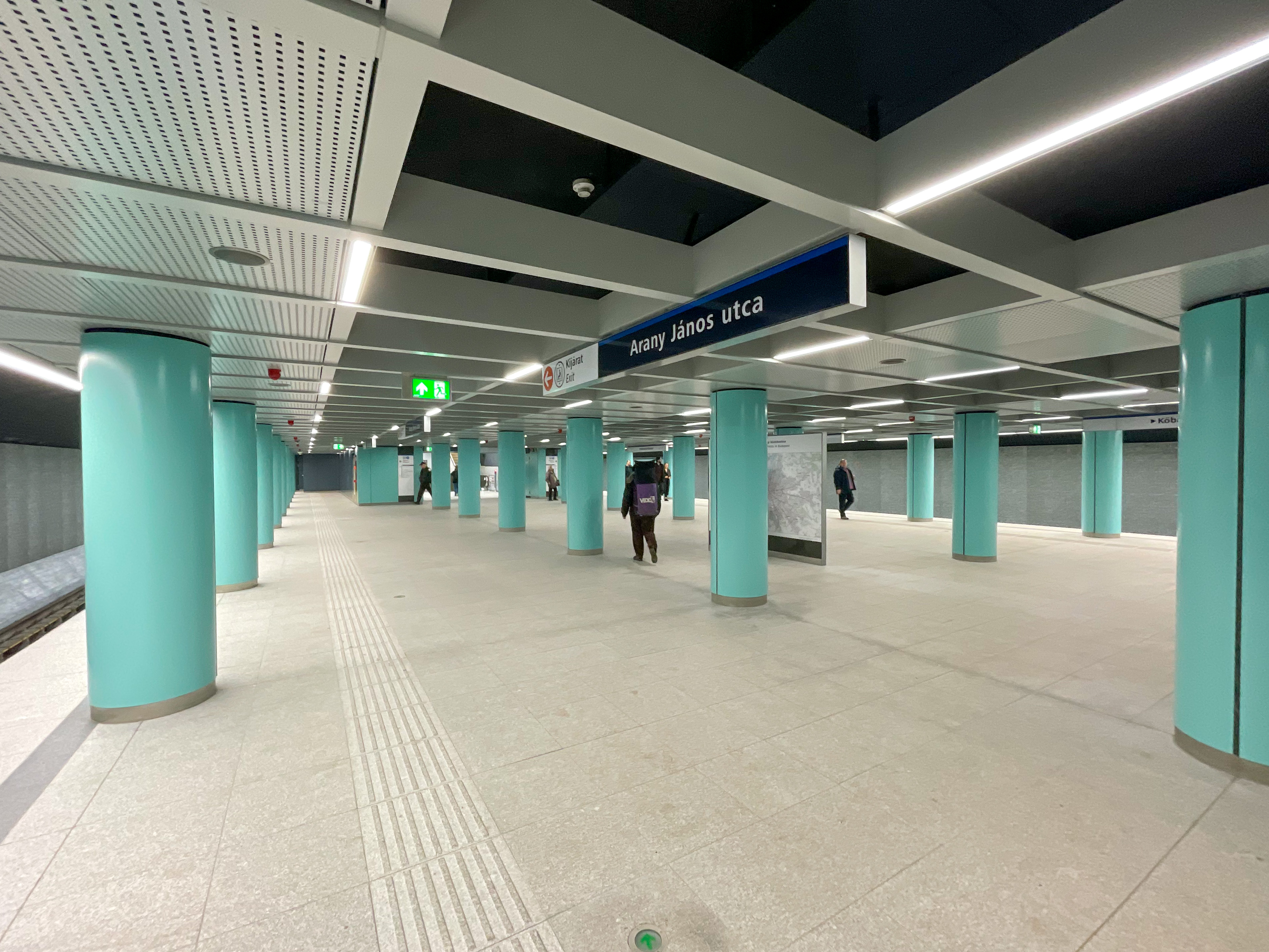
Arany János utca
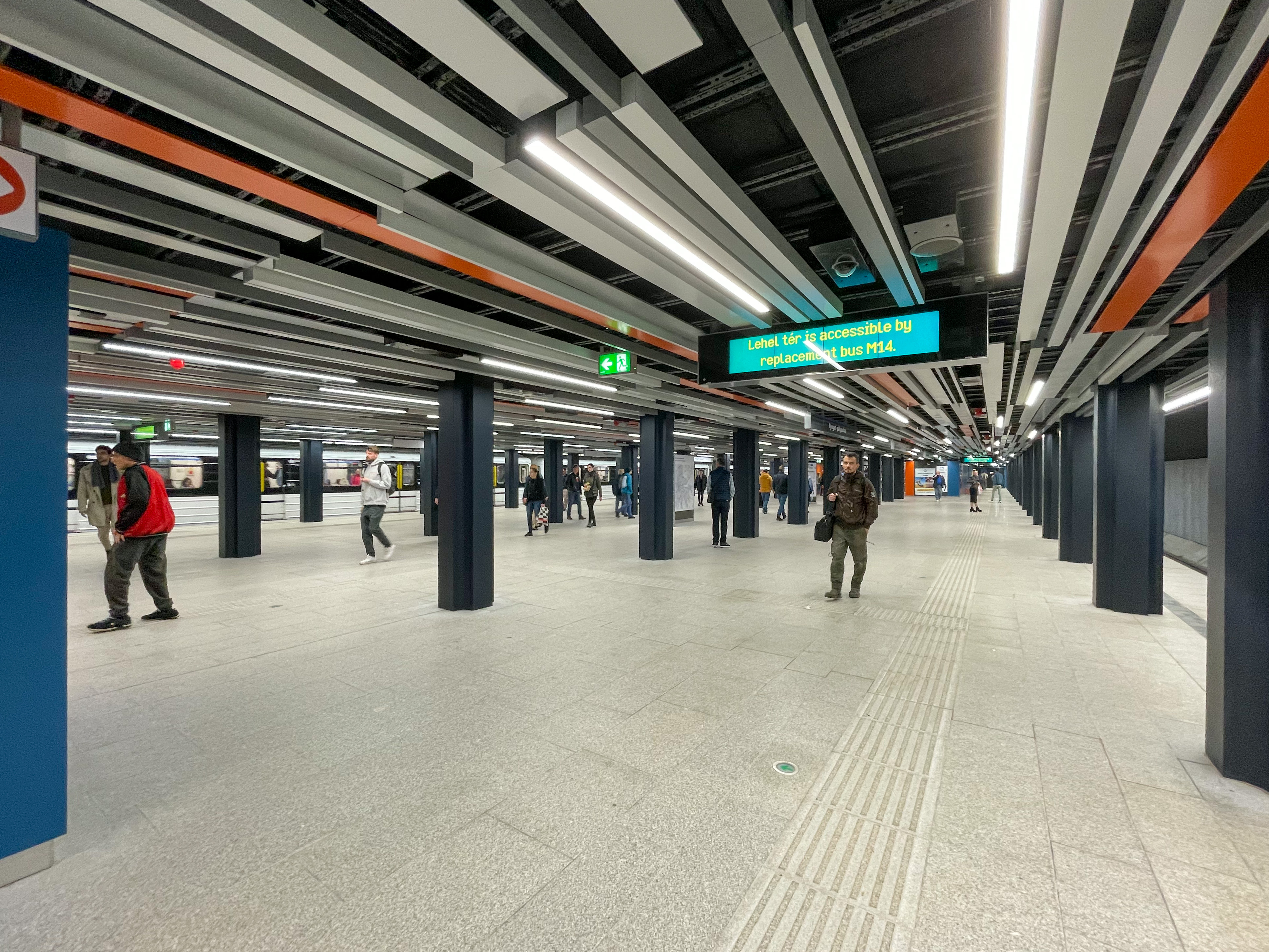
Nyugati pályaudvar
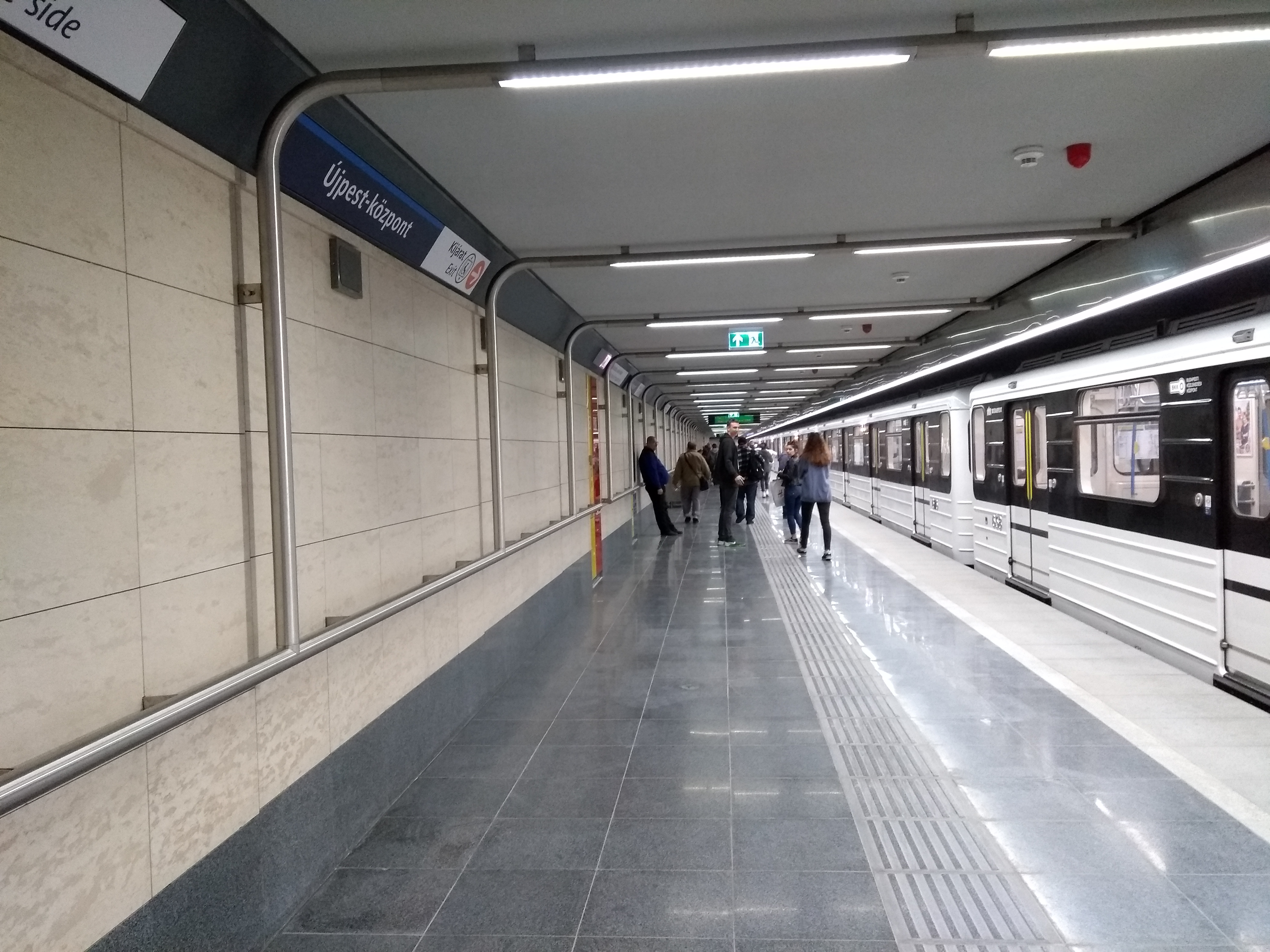
Újpest-központ